# Denis Lorrain
Pour les articles homonymes, voir Lorrain (homonymie).
Denis Lorrain, né en 1948, est un compositeur de musique électroacoustique et instrumentale québécois, naturalisé français en 1985.

## Biographie
Né à Ithaca dans l'État de New York en 1948, de parents canadiens, il suit les cours de Jean-Marie Cloutier, Jean Papineau-Couture et André Prévost à l'Université de Montréal jusqu'en 1971. Il poursuit sa formation à l'Université McGill auprès de Bengt Hambraeus, Alcides Lanza, Bruce Mather et Paul Pedersen, ainsi que les cours de Serge Garant à l'Université de Montréal.
Par la suite, il effectuera différentes formations et stages en Europe (il obtient un doctorat de l'Université de Paris 1) avant d'entrer à l'IRCAM en 1985 en tant que réalisateur musical, puis conseiller technique de production en 1989. Il est également professeur et directeur adjoint du département d'électroacoustique et d'informatique musicales SONVS au Conservatoire de Lyon de 1988 à 2008. De 2008 à 2015, il est Professor für Musikinformatik à la Hochschule für Musik de Karlsruhe.

## Démarche
Ayant composé d'abord de la musique instrumentale, Denis Lorrain s'intéresse très tôt aux moyens électroniques et informatiques qu'il enseigne d'ailleurs à l'Université de Montréal de 1980 à 1982. « Mes compositions recourent assez souvent à l'ordinateur, qui est un prolongement naturel de l'esprit humain. Dans certains cas, j'ai conçu des programmes agissant sur l'ensemble d'une œuvre, soit intégralement, soit pour certaines étapes de l'élaboration. »

## Œuvres
- Huit Pièces pour Piano première série (1967).
- Huit Pièces pour Piano deuxième série (1968).
- Arc (1969).
- P - A version en temps réel (1971).
- Polyphrase (1973).
- Séquence (1973).
- Suite pour deux guitares (1973).
- Génériques (1974).
- Contra mortem cycle à contraste maximal pour clarinette (1975).
- P-A, version Luminy (1976).
- Extrema (1977).
- Di mi se mai pour quintette de cuivres, un percussionniste et textes de Léonard de Vinci sur bande magnétique (1979).
- Les Portes du sombre Dis (1979).
- Le talon d'Achille chemin à contraste maximal pour flûte (1980).
- The other shape pour un percussionniste et bande magnétique (1985).
- ...black it stood as night (1985).
- La nuova ricordanza pour deux clavecins (1986).
- L'angelus (1987).
- Shadow box (1988).
- Du jour, la nuit pour flûte (1995).
- Construction 037 Gryllibus (2004).
- Construction 038 Au Plan musical (2004).
- Construction 039 Hologramas, Homenagem a KTC (2010).
- Construction 040 Treize Miniatures en formes de galaxies (2010).
- Construction 041 Toccata (prélude) et fugue (2012).
- Construction 042 Due Cose, Mille Cose (2013).
- Construction 043 Ostinata (2014).
- Construction 047 Eight Sturmian-Noll Studies (2015).
- Construction 053 ... somewhere south of silence (2016).
- Construction 059 Streams of Khrónos (2019).
- Construction 061 Pleins et déliés (2021).
- Construction 067 Hovering Memories (2022).
- Construction 071 ELEMENTA SVNT QVATTVOR (2023).

## Discographie
- Di mi se mai..., Serge Garant/Société de musique contemporaine du Québec (Radio Canada International: RCI-546).
- Petites pièces, Elaine Keillor, piano (BR: 1336, 2001).
- Séquence, Patrick Wedd, orgue (Centrediscs: CMCCD 1784).
- The Other Shape, Robert Leroux, percussion (Centrediscs: CMCCD 3288).
- ...black it stood as night, (WERGO: 2022-50)[4].